# Kirsavalgi, Afzalpur
Kirsavalgi là một làng thuộc tehsil Afzalpur, huyện Gulbarga, bang Karnataka, Ấn Độ.